# 烏斯季耶河

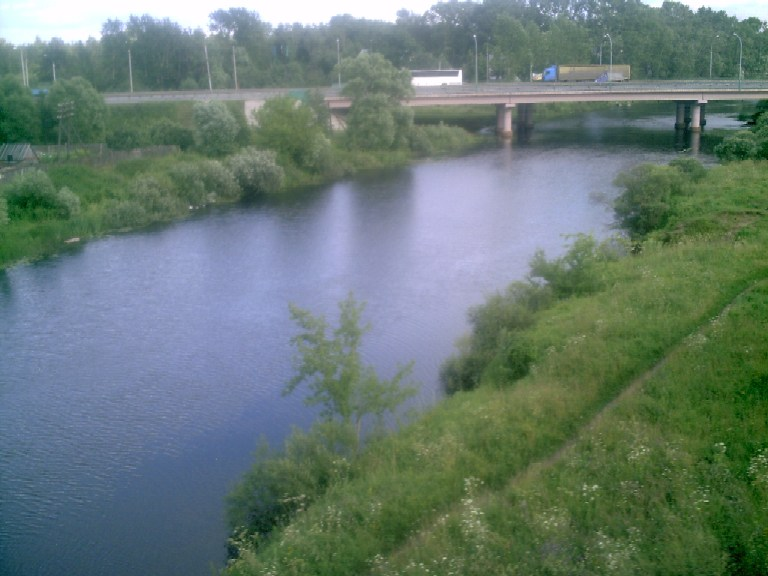
烏斯季耶河

烏斯季耶河是俄羅斯的河流，位於雅羅斯拉夫爾州內，屬於科托羅斯爾河的左支流，河道全長153公里，流域面積2,530平方公里，在每年11月開始結冰，直至翌年4月上旬。